# Peter Bo Bendixen
Peter Bo Bendixen (født 12. april 1965) er en dansk danser, der er uddannet ved Det Kongelige Teaters Balletskole. Han var solist ved Hamburgballetten 1986-89 og var fra 1993 solodanser ved Den Kongelige Ballet. Fra 2006 har han været balletchef i Tivoli med ansvaret for Pantomimeteatret og de internationale balletgæstespil. I 2012 etablerede han Tivoli Ballet Skole.
Peter Bo Bendixen er kendt for sin mørke, dramatiske udstråling, både i helteroller som gennembrudsrollen Amleth, Albrecht i Giselle og Junker Ove i Et Folkesagn og i dæmoniske roller som Rothbart i Svanesøen. Han virker desuden som arrangør af solistgæstespil og instruktør af Bournonville-balletter i udlandet.
 Der er for få eller ingen kildehenvisninger i denne artikel, hvilket er et problem. Du kan hjælpe ved at angive troværdige kilder til de påstande, som fremføres i artiklen.